# مقاطعة ريخنوف ناد كنيجنو
مقاطعة ريخنوف ناد كنيجنو (بالتشيكية: Okres Rychnov nad Kněžnou)‏ هي مقاطعة (أوكريس) في إقليم هرادتس كرالوفه في جمهورية التشيك.
عاصمة هذه المقاطعة هي مدينة ريخنوف ناد كنيجنو.

## اقرأ أيضاً
- مقاطعات جمهورية التشيك